# Callerinnys flammida
Callerinnys flammida là một loài bướm đêm trong họ Geometridae.